# География Республики Южная Осетия

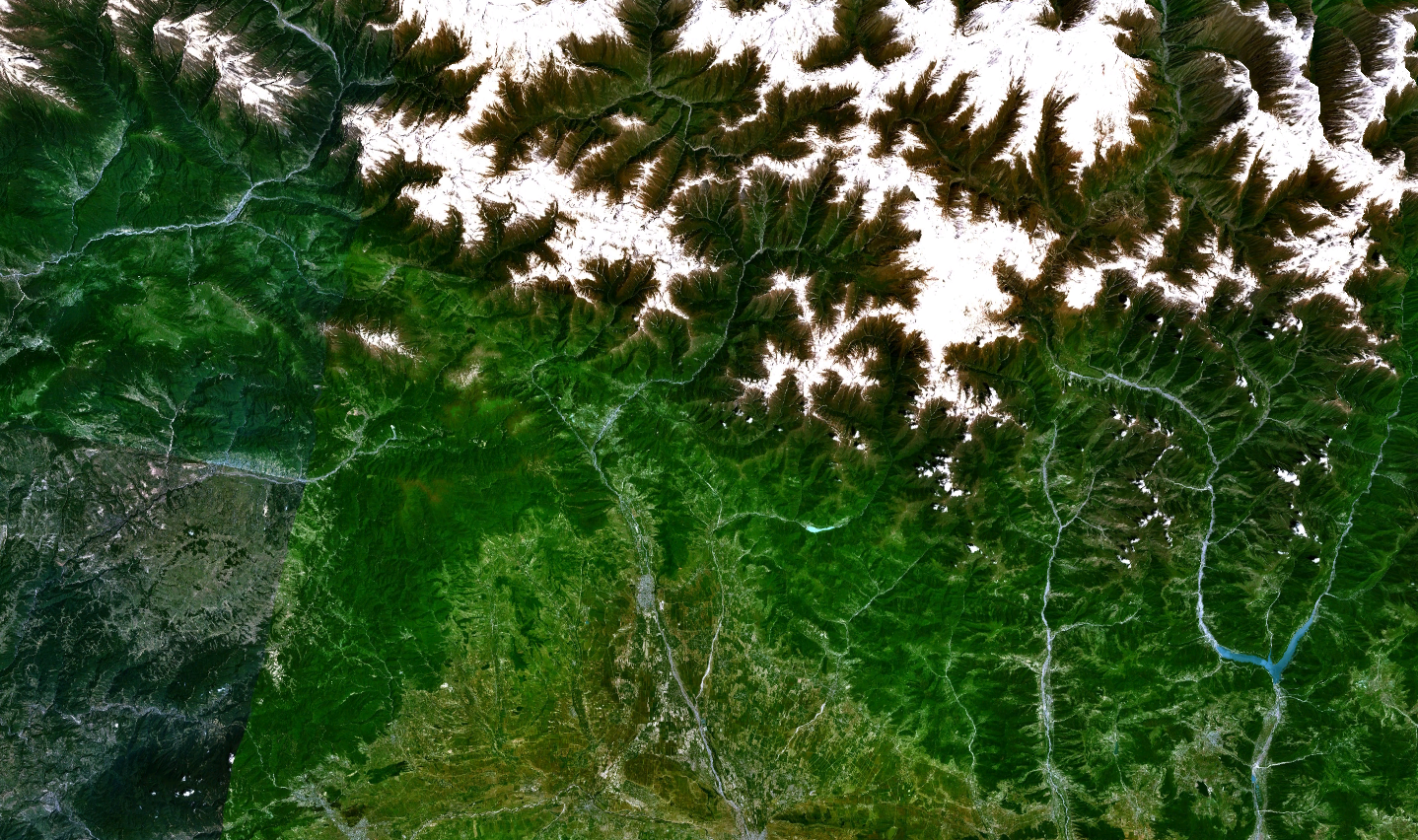
Южная Осетия из космоса

Южная Осетия — частично признанное государственное образование на Южном Кавказе, не имеющее выхода к морю. На севере граничит с Россией, на западе, востоке и юге — с Грузией. Его площадь составляет около 3900 км².

## Рельеф

Рельеф Южной Осетии

Южная Осетия расположена на южном склоне Центрального Кавказа и в предгорной части Внутреннекартлийской равнины. Почти 90 % территории республики расположено на высотах более 1000 м над уровнем моря. Высшей точкой Южной Осетии является гора Халаца (3938 м).
Горную часть республики составляют Двалетский хребет на границе с Россией и, приросшие к нему поперечные хребты — Рачинский с Лихским, Кешелтский, Машхарский, Дзауский, Гудисский, Харульский, Ломисский и Мтиулетский. Между ними расположены глубокие ущелья — Кударгом, Синагурское, Машхарское, Кешелтское, Дзауское, Рокское, Гудисское, Зонкарское, Ксанское, Лехурское.
Предгорная область расположена на крайнем юге республики, где долины рек Проне, Большая и Малая Лиахва, Меджуда и Ксан выходят на северную окраину Внутреннекартлийской равнины.

## Геологическое строение

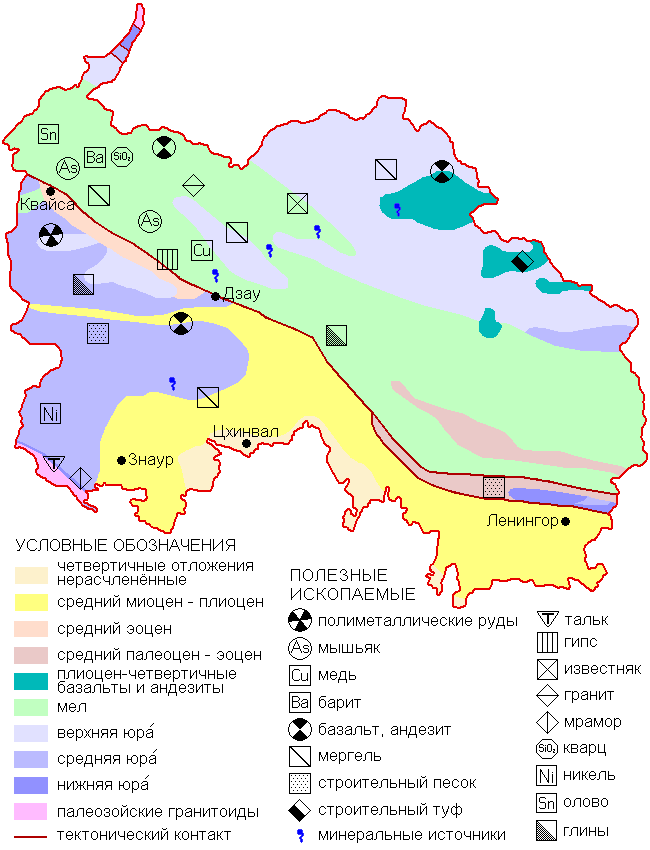
Геологическая карта Южной Осетии

В строении горной системы Большого Кавказа на территории Южной Осетии принимают участие толщи осадков герцинской и альпийской складчатостей, представленные мрамором, песчаником, глинистыми сланцами, известняком и мощной вулканической свитой. Складки имеют сложное строение, так как более древние из них опрокинуты на более молодые в южном направлении, и к тому же они ещё осложнены сбросами и надвигами.
Второй тектонической единицей на территории республики является, находящаяся на крайнем юге, Внутреннекартлийская межгорная глыба с наиболее жёстким и устойчивым участком литосферы, выходящим местами на поверхность.
Тектонические подвижки земной коры молодой горной системы Кавказа обуславливают сейсмическую активность территории. Последнее катастрофическое землетрясение было в Южной Осетии 29 апреля 1991 года. Тогда был разрушен Дзау и многие сёла.
Недра Южной Осетии богаты рудными и нерудными полезными ископаемыми, большинство месторождений которых расположено в Дзауском районе. Здесь находится крупнейшее в Закавказье Квайсинское месторождение полиметаллов (свинцово-цинковых руд). На этом же месторождении разведаны запасы барита. Также из цветных металлов в республике выявлены месторождения меди, мышьяка, никеля, олова. Из нерудного сырья имеются месторождения стройматериалов — кирпичных глин, строительного песка, туфа, известняка, гранита, базальта, мрамора, андезита, мергеля, гипса и талька. Проведённые в советский период исследования указывают на возможное залегание углеводородов (угля, нефти и газа). На северо-востоке республики вдоль проходящего здесь крупного надвига расположены многочисленные минеральные источники разного гидрохимического состава и температуры, обладающие целебными свойствами. Большинство источников расположено в благоприятных климатических условиях курорта Дзау в долине реки Большой Лиахвы: Дзау-Суар, Мсхлеби-Суар, Кодибин-Суар, Хвце-Суар…

## Внутренние воды

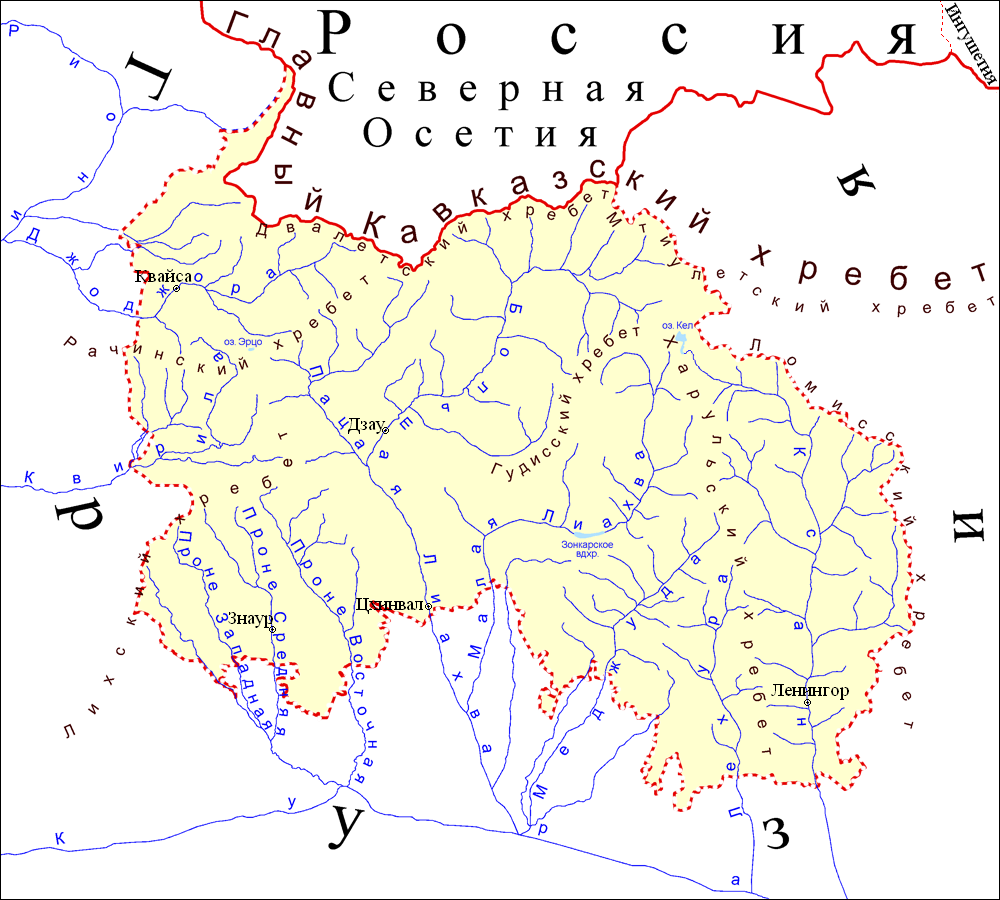
Хребты и внутренние воды Южной Осетии

Территория Южной Осетии по бассейнам морей

Бо́льшая часть рек республики принадлежит бассейну Куры (впадает в Каспийское море): Большая Лиахва с притоком Малая Лиахви, Ксан, Меджуда, Лехура… Реки северо-запада республики — Джоджора и Квирила принадлежат бассейну Риони (впадает в Чёрное море). Водоразделом бассейнов рек Чёрного и Каспийского морей являются Рачинский и Лихский хребты.
Крупнейшим озером республики является Келистба, расположенное на Кельском вулканическом плато на высоте 2921 м. Из небольших озёр наиболее известно Эрцо, расположенное в живописной котловине Эрцо, а также озеро Кведи, недалеко от Квайсы и высокогорное озеро Цетелихатское. Крупнейшим рукотворным водоёмом является Зонкарское водохранилище на реке Малая Лиахви.
Ледники и фирновые поля покрывают гребни Главного Кавказского хребта и высочайшие вершины Южной Осетии.

## Климат
Климат Южной Осетии формируется под воздействием различных климатообразующих факторов, но прежде всего под влиянием высокогорного рельефа. От северных холодных ветров Южная Осетия защищена Главным Кавказским хребтом, вследствие чего здесь даже на большой высоте теплее, чем на Северном Кавказе.
В формировании климата Южной Осетии значительную роль играет и количество солнечной радиации, и циркуляция атмосферы. Резко отличается климат в горах от климата низин. На климат влияют географическая широта местности, расположение хребтов и высота местности над уровнем моря.
С увеличением высоты местности зима становится более продолжительной, мощнее становится снежный покров, возрастает его устойчивость и продолжительность. В горах лето обычно бывает прохладным и коротким. В высокогорьях в дневные часы их поверхность обильно поглощает солнечное тепло, а ночью интенсивно излучает его, поэтому здесь господствуют горно-долинные ветры, которые дуют ночью вниз по склонам гор.
На дне Дзауской и других межгорных котловин и в глубоких замкнутых ущельях в зимний период скапливается холодный воздух, который опускается с высоких вершин и плоскогорий вниз по склонам.
В соответствии с вертикальной зональностью меняется и количество выпадающих осадков; среднегодовой показатель по республике 598 мм.
В Южной Осетии выделяют следующие типы климатов:
1. Сухой, степной климат с умеренно холодной зимой и жарким летом. Температура воздуха в январе от −0,5 ºС до +2 ºС, а в июле — от 22 ºС до 25 ºС; в течение года атмосферные осадки составляют 350—600 мм; максимум — в апреле-августе. Этот тип климата распространён на Внутреннекартлийской равнине на юге республики.
2. Умеренно-влажный климат с умеренно холодной зимой и продолжительным летом. Температура воздуха в январе от −1 ºС до −8 ºС, а в июле — от 13 ºС до 20 ºС; Количество осадков в течение года составляет 700—1400 мм, с максимумом в мае — июне и с минимумом в январе и августе. Распространяется на Машхарском, Чеселтском, Гудисском, Дзауском, Ломисском и Харульском хребтах, на севере Лихского хребта, на высоте 2000—2200 м.
3. Влажный климат с холодной и продолжительной зимой и прохладным летом. Температура воздуха в январе от −8 ºС до −14 ºС, а в июле — от 3 ºС до 5 ºС; атмосферные осадки в течение года составляют 1000—1800 мм; максимум падает на май — июнь, минимум — на январь. Распространяется на высоте 2200-3000 м.
4. Высокогорный влажный климат вечных снегов и ледников. Распространён на вершинах Главного Кавказского хребта, на высоте выше 3000-3600 м (в районе гор Халаца, Зикара, Козы-Хох, Дзедо).
На перевалах Южной Осетии снег выпадает практически в любое время года. Снежный покров на большой высоте ложится рано: на северных склонах Рачинского, Харульского, Ломисского, Гудисского хребтов и на склонах Двалетского хребта, на Машхарском, Чеселтском, Рукском хребтах на высоте 2000 м — в середине ноября (иногда, во второй половине октября), а сходит в самом конце апреля — начале мая, а в некоторых местах и в конце июня.

## Растительный и животный мир
Видимая жизнь появляется в Южной Осетии ниже границы вечных снегов. На высоте 3500 м узкой полосой по склонам горных хребтов протянулся пояс горно-каменистой тундры с преобладанием мхов и лишайников. Ниже до высоты примерно 2500 м распространены разнотравно-злаковые альпийские луга, за которыми пёстрым ковром спускаются высокотравные субальпийские луга с кустарниково-кустарничковыми зарослями семейства вересковых: рододендрона, брусники, черники, водяники.
Животный мир альпийских лугов представлен турами, сернами, снежными вьюрками, жаворонками, клушицами, кавказским уларом, снежными полёвками. В субальпийском поясе обитают заяц-русак, прометеева и обыкновенная полёвка, кавказская мышовка, кроты, землеройки, кеклики, горные коньки, серая славка, стенолазы, реже встречаются хищные птицы — орёл, беркут, сапсан, сокол, бородач.
Богатые по видовому составу леса Южной Осетии сочетают в себе растительность умеренного и субтропического поясов. Главные лесообразующие породы здесь — дуб, бук, каштан, липа, ясень, ольха, а из хвойных — ель, пихта, сосна. Чуть ниже произрастают мушмула, кизил, дикая яблоня, груша, вишня, алыча, тёрн, барбарис, облепиха, калина, грецкий орех, берёза, рябина, клён, ива, можжевельник. В подлеске произрастают лещина, красная смородина, лавровишня, самшит, ежевика, малина, шиповник. В ущельях кое-где сохранился доледниковый реликт — тис ягодный. Леса произрастают на высотах от 600 до 2300 м.
В горных лесах республики обитают бурый медведь, благородный олень, косуля, кабан, волк, лисица, барсук, енотовидная собака, каменная куница, лесная соня, ласка, белка, зайцы, лесные мыши, летучие мыши, ежи, кавказская гадюка, многочисленны европейские лесные птицы и ишаки.
На крайнем юге республики распространены вторичные колючекустарниковые степи на месте сведённых равнинных лесов. Здесь произрастают шиповник, боярышник, держидерево, крушина. Из животных обитают хомяки, полёвки, полевые мыши, ежи, зайцы, лисицы, шакалы, удавчики, степной орёл.
Единственной, пока, особо-охраняемой природной территорией является Лиахвский заповедник.